# Shintarō Miyake
Shintarō Miyake (jap. 三宅 信太郎, Miyake Shintarō; * 1970 in der Präfektur Tokio) ist ein japanischer Künstler, der in Tokio lebt und arbeitet. Er arbeitet vor allem in den Medien Zeichnung, Performance, Installation und Plastik.

## Leben
Shintarō Miyake hat die Tama Art University mit einem Bachelor abgeschlossen.

## Werk
Shintarō Miyake entwirft für seine künstlichen Charaktere Kostüme, die sich nach dem Thema, dem Ort oder der Landeskultur der jeweiligen Ausstellung richten. Zudem verkleidet er sich selbst während der Schaffung seiner Zeichnungen und vereint so das Wachsen seiner Bildgeschichten und das Ergebnis als work in progress in einer Performance, in deren Verlauf sein Ganzkörperkostüm zunehmend Spuren der Farbe aufweist. Die Übernahme einer nicht-menschlichen Rolle erlaubt es Miyake zudem, ebenso wie ein Kind außerhalb gesellschaftlicher Zwänge agieren zu können. Das Kindliche und die Weltwahrnehmung aus der Perspektive des Kindes nehmen eine wichtige Rolle in seiner Arbeit ein.
Für das Schaffen seiner Kunst zeichnet und malt Shintarō Miyake in seinen langwierigen Performances farbenfrohe, langgliedrige Comicfiguren mit quer-ovalen Köpfen. In bunten Farben tanzen und schweben diese grazil, sich teilweise gegenseitig überlagernd über großformatiges Papier. Andere existieren als Sperrholz Cut-outs oder Skulpturen und sind so in Szenarien an der Wand oder an thematisch passenden Objekten angebracht.

## Ausstellungen
Shintarō Miyakes Werk ist durch Einzelausstellungen wie Innocy’s House, Art-Brut Center Gugging, Wien, 2007 und Beaver no Seikatsu, Sandra and David Bakalar Gallery, Massachusetts College of Art, Boston, 2006 gewürdigt worden. Auch waren seine Arbeiten in folgende Gruppenausstellungen zu sehen: 
- No man’s land, Ambassade de France, Tokyo, 2009–10
- Neoteny Japan – Takahashi's Collection, Kirishima Open-Air Museum, Kagoshima; Sapporo Art Park, Hokkaido; The Niigata Prefectural Museum of Modern Art, Niigata; Yonago City Museum of Art, Tottori; Akita Museum of Modern Art, Akita; The Museum of Art, Ehime, 2008–2010
- Berlin – Tokyo / Tokyo – Berlin, Neue Nationalgalerie, Berlin, 2006
- Naoshima Standard 2, Naoshima, 2006

## Werke in öffentlichen Sammlungen
- Kistefos Museet, Oslo
- Astrup Fearnley Museum of Modern Art, Oslo
- Japigozzi Collection